# أسايلوم (لعبة فيديو 1991)
أسايلوم (بالإنجليزية: Asylum)‏ ، هي لعبة فيديو من نوع آركيد، أنتجت عام 1991م من قبل شركة ليلاند.

## وصلات خارجية
- Asylum at Arcade History
- In-depth review